# Zapoteca caracasana
Zapoteca caracasana là một loài thực vật có hoa trong họ Đậu. Loài này được (Jacq.) H.M.Hern. miêu tả khoa học đầu tiên.